# Jean-Baptiste Colbert
Jean-Baptiste Colbert (wym. [ʒɑ̃ batist kɔlbɛʁ]; ur. 29 sierpnia 1619 w Reims, zm. 6 września 1683 w Paryżu) – francuski polityk, minister finansów (Kontroler generalny finansów) Ludwika XIV, zwolennik monarchii absolutystycznej. Dążył do centralizacji państwa.

## Poglądy

Popiersie Colberta autorstwa Antoine’a Coisevox, Luwr

Zreformował system podatkowy i cła, zlikwidował przywileje miast, przyczyniając się wydatnie do rozwoju handlu i przemysłu we Francji. „Siła króla zależy od jego bogactwa” – mawiał. Zreorganizował francuski system gospodarczy. Nowy system opierał się na polityce merkantylistycznej – jego założeniem było wspieranie rodzimego przemysłu, handlu i zakładaniu licznych manufaktur państwowych (królewskich), na uruchamianie których udzielał mieszczanom pożyczek. W efekcie francuski eksport miał przewagę nad importem. Od nazwiska twórcy system ten nazwano kolbertyzmem.

## Reformy
Colbert scentralizował system finansowy, ekonomiczny i administracyjny państwa, co przyniosło wzrost produkcji i obrotów handlowych. Państwo miało monopol na produkcję wielu towarów, uchylono wiele dotychczasowych ograniczeń handlowych i wewnętrznych barier celnych, ujednolicono system monetarny i system miar. Zagospodarowano słabo dotąd wykorzystywane tereny rolnicze, rozbudowano też sieć dróg. Na towary importowane nałożone zostały ogromne cła, przez co zatrzymano odpływ z kraju szlachetnych kruszców. Ponadto zostały ustanowione ulgi podatkowe oraz inne formy pomocy dla rodzin wielodzietnych, co sprzyjało wzrostowi liczby ludności Francji. Colbert stworzył też francuską flotę handlową i wojenną: zastał 18 okrętów wojennych w 1661, a pozostawił 276 w 1683 r.